# Migotanie światła
Migotanie światła (ang. flicker) – wrażenie niestabilności postrzegania wzrokowego spowodowane przez bodziec świetlny, którego luminancja lub rozkład spektralny zmienia się w czasie. Zmiany luminancji źródeł światła powodują wahania napięcia. Powyżej pewnej granicy migotanie staje się uciążliwe. Uciążliwość rośnie bardzo szybko wraz ze wzrostem amplitudy wahań. przy pewnych częstościach nawet bardzo małe amplitudy mogą być uciążliwe.
Poziom dyskomfortu spowodowanego migotaniem światła, wyznaczany jest metodą pomiarową migotania UIE-IEC i określany za pomocą dwóch współczynników:
- Wskaźnik krótkotrwałego migotania światła (ang. short-term flicker severity value) – {\displaystyle P_{st}}
- Wskaźnik długotrwałego migotania światła (ang. long-term flicker severity value) – {\displaystyle P_{lt}}

Te dwie wartości tworzą bezwymiarowe jednostki zaakceptowane przez międzynarodową społeczność naukową.